# Liang Rui
Liang Rui (Minxian, 18 de junho de 1994) é uma atleta chinesa campeã mundial da marcha atlética. Conquistou a medalha de ouro da marcha de 50 km no Campeonato Mundial de Atletismo de 2019 em Doha, Qatar. Com a descontinuidade desta prova, ela passa a ser a segunda e última – a primeira foi a portuguesa Inês Henriques – campeã mundial da marcha de 50 km. Ela também é ex-recordista mundial da prova, com 4:04:36 em 2018, recorde hoje já superado pela também chinesa Liu Hong.